# 清州站
清州站（：／ Cheongju yeok */?）是忠北線沿線的一座鐵路車站，位于韓國忠清北道清州市兴德区丁峰洞，有無窮花號列車停靠。

## 車站結構
站體為2面4線的雙島式月台，目前僅使用內側兩面月台。

### 月台配置
| ↑ 五松      |
| １ \| ２ \| |
| 梧根場 ↓    |

| 月台 | 路線   | 車種     | 目的地                    |
| ---- | ------ | -------- | ------------------------- |
| 1    | 忠北線 | 無窮花號 | 往 鳥致院、大田、首爾方向 |
| 2    | 忠北線 | 無窮花號 | 往 曾坪、忠州、堤川方向   |

## 历史
- 1921年11月1日：落成使用，当时叫丁峰站。
- 1980年10月17日：改为现名。

## 相鄰車站
韓國鐵道公社
忠北線
五松－清州－梧根場